# Лужки (Середино-Будський район)
Лужки — колишнє село в Україні, Сумській області, Середино-Будському районі.
Було підпорядковане Кам'янській сільській раді.
Станом на 1988 рік в селі проживало 50 людей.
Зняте з обліку рішенням Сумської обласної ради 27 липня 2007 року.

## Географія
Село Лужки знаходиться за 2,5 км від правого берега річки Свига, поруч проходить залізниця, зупинка Вирішальний. Поруч з Лужками знаходяться зняте 1993 року з обліку село Уборок, 2007 року — Курган

## Історія
Лужки були засновані в 1924 році переселенцями з села Кам'янки і спочатку називалися - хут. Іванченкови Лужки. З дня заснування вони були невеликим населеним пунктом і в 1926 році нараховували 37 дворів, в яких проживало 182 жителя, в 1940 році - 45 дворів і близько 150 жителів, а на початку 1960-х років - 52 двору і близько 250 жителів. За радянської влади в селі працював магазин, сільський клуб, молочнотоварна ферма, вівцеферма і ферма для телят.
У 60-х роках минулого століття Лужки потрапили в розряд неперспективних населених пунктів і почали занепадати. Чисельність населення в них з року в рік знижувалася і в 1999 році вони спорожніли, а 27 липня 2007 року було знято з обліку населених пунктів Сумської області.